# Miltinus cinctus
Miltinus cinctus är en tvåvingeart som beskrevs av Paramonov 1955. Miltinus cinctus ingår i släktet Miltinus och familjen Mydidae. Inga underarter finns listade i Catalogue of Life.